# Friedrich Danzel
Johann Friedrich Nicolaus Danzel (* 2. Februar 1792 in Hamburg; † 10. November 1847 ebenda) war ein deutscher Arzt.

## Leben
In Hamburg als Sohn eines Gymnasialprofessors und Privatschulleiters geboren, besuchte Danzel von 1806 bis 1812 die Gelehrtenschule des Johanneums seiner Vaterstadt. Zu seinen Lehrern gehörte Johann Gottfried Gurlitt (1754–1827), dem er 1817 ein Gedicht widmete. Nach seiner Schulbildung studierte Danzel ab 1812 Medizin an der Universität Göttingen und schloss sein Studium mit einer Inauguraldissertation am 14. Dezember 1814 als Doktor der Medizin ab. Er kehrte daraufhin nach Hamburg zurück und ließ sich dort als Arzt nieder. Danzel wurde im Jahr 1815 Mitbegründer des Ärztlichen Vereins in Hamburg. Sein Sohn August Danzel führte nach Danzels Tod seine Praxis fort.

## Familie
Danzel war ein Sohn des Professors der französischen Sprache in Hamburg Nicolas Alexandre Danzel und seiner Ehefrau Margaretha Elisabeth Brütt. Der von 1831 bis 1857 als Schulrektor in Ritzebüttel amtierende Dr. phil. Heinrich Friedrich Danzel (1802–1864) war sein Bruder.
Am 4. Januar 1817 heiratete er Anna Catharina Westphalen (1786–1849), Tochter des Kaufmanns Libert Westphalen (1750–1813) und Schwester des Juristen Nicolaus Adolf Westphalen (1793–1854). Der Philosoph Wilhelm Danzel (1818–1850) und der Chirurg August Danzel (1822–1889) waren seine Söhne.

## Werke
- Dissertatio inauguralis medica de lycopodii herba et semine. Christian Herbst, Göttingen 1814, OCLC 50975276.